# Take Me Home
Take Me Home je petnaesti studijski album američke pjevačice Cher koji je 25. siječnja 1979. godine izdala izdavačka kuća Casablanca Records. 17. svibnja iste godine album je dobio zlatnu nakladu. 

## Informacije o albumu
Take Me Home je bio prvi od dva albuma koja je Cher objavila 1979. godine a i prvi za novu izdavačku kuću Casablanca Records. Album su producirali Rob Esty i Ron Dante dok većinu pjesama potpisuju Michele Aller i Bob Esty. Ovaj album je označio i njeno upoznavanje s disco glazbom iako je bilo kratkog vijeka. Nasuprot njenoj želji morala je biti "prisiljena" da napravi album disco žanra. Album je proizveo veliki comeback hit "Take Me Home". Cher je na albumu pridonijela jednu autorsku pjesmu o neuspjelom braku s rockerom Gregg Allmanom pod nazivom "My Song (Too Far Gone)" koja ujedno i zatvara album. Album je posvećen osobi koja se krije pod nazivom "Butterfly". 
Popularnost naslovne pjesme je potakla prodaju albuma čemu je pridonijela i naslovnica albuma na kojoj je Cher u lascivnoj pozi te odjevena u zlatni Viking kostim. Fotografija je izazvala mnogo reakcije u javnosti što je samo još više potaklo prodaju. Tadašnji dečko Cher Gene Simmons spomenut je u zaslugama albuma jer je u pjesmi "Git Down (Guitar Groupie)" zastupljen kao prateći vokal. 
Take Me Home je na CD-u izdan s drugim Casablancinim albumom Prisoner mnogo puta pod nazivom The Casablanca Years. CD sadrži pjesme s oba albuma koje se nalaze na jednom albumu u stilu kompilacije. Prvo izdanje je izašlo 1993. godine pa reizdanje slijedi 1996. godine s drugačijim dizajnom. Neobjavljene pjesme sa snimanja "Oh God America" i "Sometime Somewhere" su autorska djela Cher ali kako ona njima nije bila zadovoljna isključene su s finalnog popisa.
Promocija
Za promociju albuma Cher snima video uradak za naslovnu pjesmu "Take Me Home". Video je objavljen u njenom showu "Cher... and Other Fantasies". Spomenutu je pjesmu s "Love & Pain" te "Happy Was the Day We Met" izvela na ''The Mike Douglas Show''. 
Cher ovim albumom kreće na prvu samostalnu karijeru pod nazivom Take Me Home Tour. Turneja je bila komercijalni uspjeh a dva nastupa su prenošeni uživo, u Monte Carlu te Caesars Palace u Las Vegasu.
Popis pjesama:
Strana A
1. "Take Me Home" (Michele Aller, Bob Esty) 6:45
2. "Wasn't It Good" (Aller, Esty) 4:20
3. "Say the Word" (Aller, Esty) 4:59
4. "Happy Was the Day We Met" (Peppi Castro) 4:00

Strana B
1. "Git Down (Guitar Groupie)" (Aller, Esty) 3:44
2. "Love & Pain (Pain in My Heart)" (Richard T. Bear) 3:25
3. "Let This Be a Lesson to You" (Tom Snow) 3:17
4. "It's Too Late (To Love Me Now)" (Rory Michael Bourke, Gene Dobbins, Johnny Wilson) 3:39
5. "My Song (Too Far Gone)" (Cher, Brett Hudson, Mark Hudson) 3:54

## Produkcija
- glavni vokal: Cher
- gitara: Jay Graydon
- prateći vokal na "Git Down (Guitar Groupie)": Gene Simmons
- producent: Bob Esty
- producent: Ron Dante
- inženjer zvuka: Larry Emerine
- inženjer zvuka: Richard Bowls
- koordinator projekta: Janice Soled
- producent kompilacije: Wayne Olsen
- fotografija: Barry Levine